# Wanda Herse
Wanda Herse (8. června 1885 Varšava – 23. července 1954 Życzyn) byla polská horolezkyně, fotografka, nezávislá ekonomická a sociální aktivistka.

## Životopis

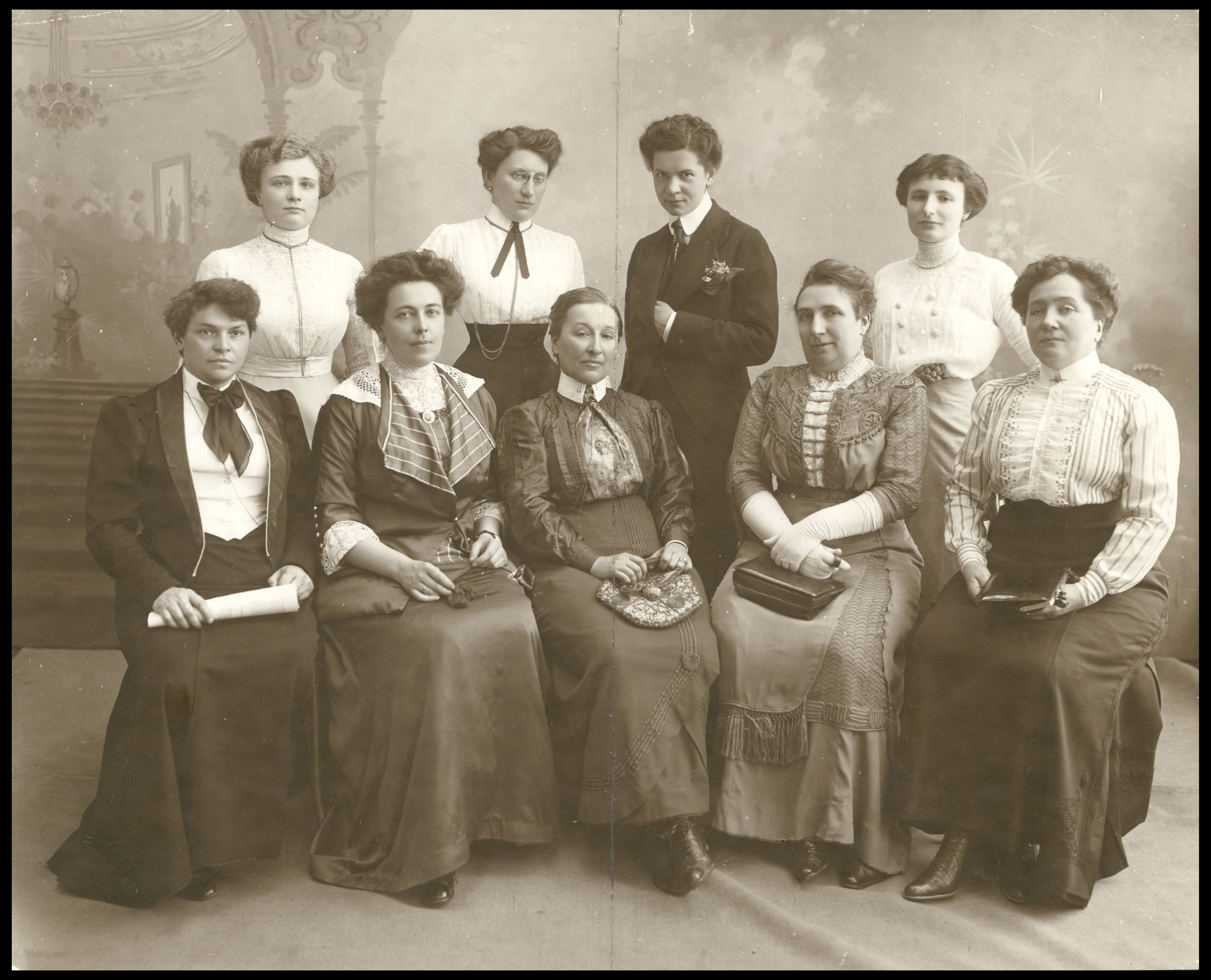
Varšavský výbor z výstavy polských autorek v Praze, 1912. Stojící zleva: Eugenia Waśniewska, Wanda Stokowska, Wanda Herse, Zofia Tabęcka. Sedící zleva: Justyna Budzińska-Tylicka, Helena Zaborowska, Zofia Stankiewicz, Paulina Dickstein, Maria Papieska.

Narodila se do rodiny Adama (1850–1915), obchodníka, a Joanny rozené Temlerové (1860–1943) . Byla sestrou Wincentyho (1894–1923) a sestřenicí Bogusława Władysława Hersyho. Po studiích obchodu řídila módní dům Bogusław Herse ve Varšavě. Navrhovala také divadelní kostýmy. Od roku 1915 byla generální ředitelkou akciové společnosti „Urania“.
Během polsko-bolševické války organizovala a vedla lékařský vlak.
Hrála důležitou roli ve společenských aktivitách ve Varšavě. Od roku 1922 byla prezidentkou Asociace varšavských spotřebitelů. V roce 1912 se stala spoluzakladatelkou Varšavského klubu veslařek.
Zemřela v roce 1954. Byla pohřbena na evangelicko-augsburském hřbitově ve Varšavě (třída 54, hrob 52) .

### Horolezectví
Wanda Herse od mládí chodila se svými sourozenci hodně po Tatrách, často pod dohledem průvodce Klimka Bachledy. Stala se jedním z nejvýraznějších horolezkyň své doby. V roce 1902 uskutečnila první ženský výstup na Mnich (s Klimkem Bachledou). V roce 1910 se stala členkou Turistického oddílu Tatranského spolku. V prosinci téhož roku se také stala spoluzakladatelkou Sekce milovníků hor Polské turistické společnosti a její první předsedkyní (1910-1912).

### Fotografie
Věnovala se také fotografii, včetně fotografie hor a krajiny. Fotografovat začala v deseti letech. Dne 30. dubna 1904 byla přijata do Varšavské fotografické společnosti a později se stala její sekretářkou. Její fotografie zveřejnil polský ilustrovaný měsíčník Fotograf Warszawski v březnu 1906. ("Studie mraků v Tatrách" a "Satanův svah"). Nafotila také labutě pro malířku a grafičku Zofii Stankiewiczovou.
V roce 2008 se v Národní galerii umění Zachęta ve Varšavě konala výstava Polské fotografky 20. století, která představila tvůrčí počiny padesáti polských dokumentaristek od 70. let 20. století, kde byly také prezentovány fotografie Wandy Herse. Mezi dalšími vystavujícími byly například: Małgorzata Apathy,
Anna Beata Bohdziewicz,
Anna Brzezińska-Skarżyńska,
Anna Chojnacka,
Zofia Chomętowska,
Maria Chrząszczowa,
Maria Antonina Czaplicka,
Irena Elgas-Markiewicz,
Krystyna Gorazdowska,
Helena Hartwigová,
Joanna Helander,
Halina Holas-Idziakowa,
Irena Jarosińska-Małek,
Irena Kummant-Skotnicka,
Krystyna Łyczywek,
Bożena Michalik,
Maria Kietlińska,
Janina Mierzecka,
Janina Mokrzycka,
Anna Musiałówna,
Zofia Nasierowska,
Fortunata Obrąpalska,
Julia Pirotte,
Danuta Rago,
Jadwiga Rubiś,
Zofia Rydet,
Jadwiga Wolska nebo
Bolesława Zdanowska.

## Ceny a ocenění
- Kříž nezávislosti – 21. dubna 1937 „za práci ve věci znovuzískání nezávislosti“[1]